# Dom Pedro (Manaus)
Dom Pedro I é um bairro do município brasileiro de Manaus, capital do estado do Amazonas. Localiza-se na Zona Centro-Oeste da cidade. De acordo com estimativas do Instituto Brasileiro de Geografia e Estatística (IBGE), sua população era de 20 179 habitantes em 2017.
Integram o bairro: os conjuntos Dom Pedro I e II, Kíssia I e II, Débora; além dos loteamentos Parque Jerusalém e Tropical; não esquecendo dos condomínios situados no bairro.

## População
Dados do Bairro
- População: 20 179 habitantes.

## Transportes
Dom Pedro I é servido pelas linhas 001, 002, 010, 036, 200, 204, 207, 214, 215, 223, 450 e 678. Passagem do ônibus custa atualmente R$ 4,50.
Não há ônibus executivos que abrangem a área do Dom Pedro I.
Existem alguns pontos de táxi, os quais ficam próximos a Fundação Cecon, Praça de Alimentação do Dom Pedro, Polícia Federal, Teatro La Salle, Shopping Le Bon Marché, DB Pedro Teixeira e Carrefour Pedro Teixeira.
A área também é recheada de mototaxistas e alguns carros que trabalham como lotações que passam na Avenida Dom Pedro I e Avenida Pedro Teixeira.
| LINHA | ITINERÁRIO                             | EMPRESA          | TRAJETO NO BAIRRO                                                          |
| ----- | -------------------------------------- | ---------------- | -------------------------------------------------------------------------- |
| 001   | Interbairros                           | Expresso Coroado | Avenida Pedro Teixeira e Avenida Dom Pedro I                               |
| 002   | Interbairros                           | Expresso Coroado | Avenida Pedro Teixeira e Avenida Dom Pedro I                               |
| 010   | T2 - Cachoeirinha - E2 - Lírio do Vale | Via Verde        | Avenida Pedro Teixeira                                                     |
| A036  | E2 - Ponta Negra                       | Viação São Pedro | Avenida Pedro Teixeira                                                     |
| A200  | Dom Pedro - E2                         | Via Verde        | Bairro Dom Pedro I, Avenida Dom Pedro I e Avenida Pedro Teixeira           |
| 204   | T1 - Alvorada                          | Via Verde        | Avenida Dom Pedro I e Avenida Pedro Teixeira                               |
| 207   | Centro - Alvorada                      | Viação São Pedro | Avenida Dom Pedro I e Avenida Pedro Teixeira                               |
| 214   | Centro - Hiléia                        | Via Verde        | Avenida Domingos Jorge Velho, Avenida Dom Pedro I e Avenida Pedro Teixeira |
| 215   | Hiléia - E2 - UFAM - CEASA             | Via Verde        | Avenida Dom Pedro I e Avenida Pedro Teixeira                               |
| 223   | Centro - Lírio do Vale                 | Via Verde        | Avenida Dom Pedro I e Avenida Pedro Teixeira                               |
| 450   | T3 - E4 - Redenção - Ponta Negra       | Viação São Pedro | Avenida Pedro Teixeira                                                     |
| 678   | T4 - T5 - Ponta Negra                  | Global Green     | Avenida Pedro Teixeira                                                     |

## Educação
O bairro Dom Pedro I possui diversas escolas públicas e particulares. Eis algumas dessas escolas e seus respectivos endereços:
| ESCOLA                                            | ENDEREÇO                               | TIPO       |
| ------------------------------------------------- | -------------------------------------- | ---------- |
| CENTRO EDUCACIONAL LA SALLE                       | AVENIDA DOM PEDRO I, 151               | PARTICULAR |
| ESCOLA ESTADUAL GONÇALVES DIAS                    | AVENIDA DOM PEDRO I, S/N               | PÚBLICA    |
| JARDIM DA INFÂNCIA PALHOÇA DO POPEYE              | AVENIDA DOM PEDRO I, 30                | PARTICULAR |
| ESCOLA ESTADUAL FRANCISCA BOTINELLY CUNHA E SILVA | AVENIDA PEDRO TEIXEIRA, 266            | PÚBLICA    |
| ESCOLA ESTADUAL SENADOR PETRÔNIO PORTELLA         | AVENIDA BARTOLOMEU BUENO DA SILVA, S/N | PÚBLICA    |
| CRECHE ESCOLA COLINHO DA MAMÃE                    | RUA VIROLAS, 237                       | PARTICULAR |
| ESCOLA ESTADUAL MARIA AMÉLIA DO ESPÍRITO SANTO    | RUA DAS JUREMAS, S/N                   | PÚBLICA    |

## Órgãos Públicos
| ÓRGÃO                                                          | ENDEREÇO                                          | TIPO           |
| -------------------------------------------------------------- | ------------------------------------------------- | -------------- |
| SUPERINTENDÊNCIA REGIONAL DA POLÍCIA FEDERAL DO AMAZONAS       | AVENIDA DOMINGOS JORGE VELHO, 40                  | POLÍCIA        |
| FUNDAÇÃO CENTRO DE CONTROLE DE ONCOLOGIA DO ESTADO DO AMAZONAS | RUA FRANCISCO ORELLANA, 215                       | HOSPITAL       |
| FUNDAÇÃO DE MEDICINA TROPICAL DOUTOR HEITOR VIEIRA DOURADO     | AVENIDA PEDRO TEIXEIRA, 25                        | HOSPITAL       |
| VILA OLÍMPICA DE MANAUS                                        | AVENIDA PEDRO TEIXEIRA, 400                       | ESPORTIVO      |
| CENTRO DE ESPORTE E LAZER DO DOM PEDRO                         | AVENIDA PEDRO TEIXEIRA, S/N, PRAÇA DE ALIMENTAÇÃO | ESPORTIVO      |
| CENTRO DE CONVENÇÕES PROF. GILBERTO MESTRINHO (SAMBÓDROMO)     | AVENIDA PEDRO TEIXEIRA, S/N                       | LAZER          |
| DELEGACIA GERAL DA POLÍCIA CIVIL DO AMAZONAS                   | AVENIDA PEDRO TEIXEIRA, 180                       | POLÍCIA        |
| LICEU DE ARTES E OFÍCIOS CLÁUDIO SANTORO                       | AVENIDA PEDRO TEIXEIRA, S/N, SAMBÓDROMO           | ARTÍSTICO      |
| CENTRO DE EDUCAÇÃO TECNOLÓGICA DO AMAZONAS                     | AVENIDA PEDRO TEIXEIRA, 2354                      | ENSINO TÉCNICO |
| SECRETARIA DE ESTADO DA JUVENTUDE E LAZER                      | AVENIDA PEDRO TEIXEIRA, 400, VILA OLÍMPICA        | SECRETARIA     |